# Проклятието
Вижте пояснителната страница за други значения на Проклятието.
Проклятието е роман на Стивън Кинг, издаден през 1984 г. През 1996 е направен филм, със същото име.
 Внимание:  Текстът по-долу разкрива сюжета на произведението (или части от него)!
Преуспяващият адвокат Били Хелек, блъска циганка на пътя, но е оправдан. В залата на съда, обаче бащата на циганката го погалва по бузата и прошепва „по-слаб“. Оттук нататък Халек започва да слабее плашещо.